# Henk Jager (hoogleraar wiskunde)
Hendrik (Henk) Jager (Arnhem, 8 november 1933) is een Nederlands wiskundige en emeritus hoogleraar zuivere wiskunde aan de Universiteit van Amsterdam.

## Jeugd en opleiding
Jager groeide op in Arnhem. Hij behaalde in 1951 zijn eindexamen HBS-b aan de toenmalige Lorentz HBS in Arnhem. Hij was klasgenoot van de hoogleraar economie Arnold Heertje. Hierna studeerde hij wiskunde, natuurkunde en sterrenkunde aan de Universiteit Utrecht waar hij op 10 oktober 1954 zijn kandidaatsexamen behaalde. Daarna vervolgde hij zijn studies aan de Universiteit van Amsterdam waar hij afstudeerde en zijn doctoraalexamen behaalde op 17 december 1958.

## Loopbaan
Jager bleef als promovendus en wetenschappelijk medewerker werkzaam aan de Universiteit van Amsterdam na zijn afstuderen en promoveerde cum laude op 17 juni 1964 bij de hoogleraar Jan Popken met het proefschrijft A multidimensional generalization of the Padé table. Op 12 april 1965 werd Jager benoemd tot lector zuivere wiskunde. Zijn oratie, uitgesproken op 21 maart 1967, had de titel De kans in de getaltheorie. In januari 1971 schreef hij samen met zijn collega waarmee hij bij het Centrum Wiskunde & Informatica van de Universiteit werkte, Gerrit Lekkerkerker, het in memoriam voor hun beider mentor en promotor Jan Popken, In memoriam prof. dr. J. Popken. 
Op 1 januari 1980 volgde zijn promotie tot hoogleraar zuivere wiskunde aan de faculteit der Wiskunde en Natuurwetenschappen van de Universiteit van Amsterdam. Op diezelfde dag werd hij ook benoemd tot hoogleraar zuivere wiskunde aan de faculteit der economische wetenschappen en econometrie van de Universiteit van Amsterdam. Op 1 januari 1989 ging hij met emeritaat. Jager houdt zich als wetenschapper onder meer bezig met onderzoek naar priemgetallen en kettingbreuken waarover hij publiceerde.

## Publicaties
- On the approximation by three consecutive continued fraction convergents; Hendrik Jager · Jaap de Jonge; juni 2014, Indagationes Mathematicae
- Some metrical results on the approximation by continued fractions; H. Jager; Jan 2011 · Mathematics of Computation
- The Circular Dispersion Spectrum; H Jager · J. de Jonge; Dec 1994; Journal of Number Theory
- On a theorem of Legendre in the theory of continued fractions; Dominique Barbolosi · Hendrik Jager; Jan 1994 · Journal de Theorie des Nombres de Bordeaux
- Some metrical observations on the approximation of an irrational number by its nearest mediants; H. Jager; Aug 1991 · Periodica Mathematica Hungarica
- On the approximation by continued fractions; H. Jager en C. Kraaikamp; Sep 1989 · Indagationes Mathematicae
- Distributions arithmétiques des dénominators de convergents de fractions continues; Hendrik Jager · Pierre Liardet; Jun 1988 · Indagationes Mathematicae
- Arithmetic distribution of denominators of convergents of continued fractions; Hendrik Jager · Pierre Liardet; Jan 1988 · Indagationes Mathematicae
- The distribution of certain sequences connected with the continued fraction; H. Jager; Dec 1986 · Indagationes Mathematicae
- Continued fractions and ergodic theory (Transcendental Numbers and Related Topics); H. Jager, Article · Jan 1986
- Metrical results for the nearest integer continued fraction; H. Jager; Dec 1985 · Indagationes Mathematicae
- Some metrical observations on the approximation by continued fractions; W. Bosma · H. Jager · F. Wiedijk; Dec 1983 · Indagationes Mathematicae
- The average order of Gaussian sums; H. Jager Article · Jan 1983 gepubliceerd in: Studies in Pure Mathematics: To the Memory of Paul Turán, p. 381-385, Paul Erdós, samensteller. Uitgeverij Springer Basel AG, ISBN 978-3-7643-1288-6[4]
- On the Speed of Convergence of the Nearest Integer Continued Fraction; H. Jager Oct 1982 · Mathematics of Computation
- Characters with non-zero Gauss sums; H. Jager; Article · Jan 1976
- Linear independence of cosecant values; H.W. Lenstra · H. Jager; Article · Jan 1975
- On the number of Dirichlet characters with modulus not exceeding; H. Jager; Dec 1973 · Indagationes Mathematicae
- Some remarks on primitive residue class characters; H. Jager; Jan 1973
- In memoriam prof. dr. J. Popken; H. Jager · C.G. Lekkerkerker; Jan 1971
- H. Jager, C. de Vroedt - Lüroth series and their ergodic properties, Indagationes Mathematicae, vol 72 nr.1 p. 31-42, Uitgeverij Elsevier december 1969[5]

## Personalia
De onderwijspsycholoog Anton Sangers was de levenspartner van Jager.